# Cynanchum beatricis
Cynanchum beatricis är en oleanderväxtart som beskrevs av G. Morillo. Cynanchum beatricis ingår i släktet Cynanchum och familjen oleanderväxter. Inga underarter finns listade i Catalogue of Life.